# Rui Horta Pereira
Rui Horta Pereira (Évora, 1975), formado em escultura pela FBAUL, e cujo trabalho se centra sobretudo na escultura e no desenho. Vive e trabalha em Lisboa.

## Biografia
O seu trabalho centra-se sobretudo na escultura e no desenho, de como a construção do processo criativo não está desassociada da ação do criador, em todos os seus aspectos – sejam éticos, sociais, ambientais – bem como essa relação pode concretizar-se de forma eficaz. Expõe com regularidade desde 2010.
Está representado nas colecções portuguesas: Coleção de Arte Contemporânea do Estado / Ministério da Cultura, Coleção da Biblioteca de Arte da Fundação Calouste Gulbenkian, Coleção Fundação Carmona e Costa, Coleção PLMJ, Colecção Berardo, Coleção Figueiredo Ribeiro, Coleção Luís Ferreira, Coleção Carlos Mimoso e Isabel Mendes, Coleção Arte Contemporânea Tróia Design Hotel, e ao nível internacional: Coleção Tiqui Atencio (Mónaco), Coleción Art Fairs (Espanha), Coleção Carlos Garaicoa (Espanha), Coleção Kells Art Collection, e Coleção Regina Pinho (Brasil). 
É representado por Salgadeiras Arte Contemporânea.

## Exposições

#### Individuais
(2024). "Sol, Terra, Revelação, inscrição". Museu do Côa. Vila Nova de Foz Côa.
2024. "Escavar uma nuvem". Salgadeiras Arte Contemporânea. Lisboa.
2024. "Lapso". Galeria Espacio Alexandra. Santander.
2023. "Ditongo". Projeto room do Celeiro Air, Casa d'Avenida. Setúbal.
2022. “Nem acaba nem começa”. Espaço Taj. Lisboa.
2022. “Território translúcido”. Galeria das Salgadeiras. Lisboa.
2022. “Laivo”. PIPA - Programa da Imagem e da Palavra da Azinhaga. Azinhaga.
2020. “A maioria das pedras não tem fôlego e etc”. Galeria das Salgadeiras. Lisboa.
2019. “Mapa Luga, uma Lacuna”. Centro Cultural de Cascais. Cascais.   
2018. “Solaris”. Casa das Artes. Tavira.  
2018. “Eco”. Fundação Bienal Cerveira (Projeto Novos Artistas). Vila Nova de Cerveira.
2018. “Mergulho”. Galeria das Salgadeiras. Lisboa.  
2018. “Opaco”. Biblioteca FCT NOVA. Costa da Caparica.    
2018. “Sono”. CIAJG. Guimarães.             
2017. “Cenário” — Escultura Pública realizada no âmbito do festival Artes à Rua com a associação Pó-de-Vir-a-Ser. Évora.  
2017. “Horas Vagas”. CaC. Ponte de Sor.   
2016. “Hífen-Modo Composto”. CaC. Ponte de Sor.   
2016.  “É”, curadoria de Nuno Faria. Fundação Carmona e Costa. Lisboa.
2015. “Erosão”. Convento Cristo. Tomar.      
2014. “Água e um pouco de areia fina”. Museu de Arte Popular. Lisboa.   
2014. “Turvo”. Galeria 3+1. Lisboa.    
2013. “Around”. Galeria Quadrum. Lisboa.   
2011. “Remanescente”. Galeria 3+1. Lisboa.   
2011. “O Frágil culto do desenho”. Torres Vedras. 
2010. “Tudo aquilo que cair da mesa para o chão”. Quase Galeria. Porto.   
2010. “Linda Fantasia”. Carpe Diem Arte e Pesquisa. Lisboa. 

#### Coletivas
2024 “Álbum de família”, Fundação Carmona e Costa, Janeiro-Março. Lisboa. 
2023. “Álbum de família”, Fundação Carmona e Costa, Lisboa. 
2023. Obras da Coleção Fundação Carmona e Costa — Álbum de Família. Curadoria de João Pinharanda e Manuel Costa Cabral, Appleton Box, Lisboa. 
2023. “O rato não roeu”. Museu Bordalo Pinheiro. Lisboa. 
2023. “Ver no escuro”. Centro de Artes de Águeda. Águeda.  
2023. “Tempo das Imagens IV — Edições recentes do CPS”. Biblioteca Nacional de Portugal. Lisboa. 
2022. “Salada”. Paços-Galeria Municipal de Torres Vedras.  
2022. “De cá para lá”. Associação Pó de vir a ser. Évora. Oficinas do Convento. Montemor-o-Novo. 2021.  
2021. “Pintura: campo de observação”. Galeria Cristina Guerra. Lisboa.   
2021. “Ponto de situação”. Associação Pó de vir a ser. Évora.   
2020. “Earthkeeping Earthshaking”, curadoria de Giulia Lamoni e Vanessa Badagliacca. Galeria Quadrum. Lisboa.   
2020. “Polifónica” — 3ª Residência de 2020, projeto expositivo de Rui Horta Pereira e Filipa Vala. Porta 33. Funchal. Madeira.   
2019. “Cúmulo-Nimbo” — Escultura pública, projeto desenvolvido com Maria Ilhéu para o Festival Artes à Rua – Mais sustentável. Évora.   
2019. “Ater”. Galeria das Salgadeiras. Lisboa.  
2019.  “Studiolo XXI”, curadoria Fátima Lambert. Fundação Eugénio de Almeida. Évora.   
2019. “Apresentação de Caminho” — proposta para “Mais importante que desenhar é afiar o lápis”, seminário de Desenho, concepção de Nuno Faria. Porta 33. Funchal. Madeira.    
2019. “Call for Papers”, curadoria de Helena Mendes Pereira. Zet Gallery. Braga.  
2018. “A Evolução do Braço”, curadoria Nuno Faria. Museu Municipal de Faro. Faro.    
2018. “Processos em trânsito/ Livros de Artista”, curadoria Sobral Centeno. CM Matosinhos.   
2016.  “Portugal em Flagrante, Operação 1”. Fundação Calouste Gulbenkian. Lisboa.    
2016. “Os Índios da meia Praia”, curadoria de Abdul Varetti, mediação de Nuno Faria. Galeria 111. Lisboa.  

## Coleções

#### Nacionais
Coleção de Arte Contemporânea do Estado / Ministério da Cultura
Coleção da Biblioteca de Arte da Fundação Calouste Gulbenkian
Coleção Fundação Carmona e Costa
Coleção PLMJ
Colecção Berardo
Coleção Figueiredo Ribeiro
Coleção Luís Ferreira
Coleção Carlos Mimoso e Isabel Mendes
Coleção Arte Contemporânea Tróia Design Hotel

#### Internacionais
Coleção Tiqui Atencio (Mónaco)
Coleción Art Fairs (Espanha)
Coleção Carlos Garaicoa (Espanha)
Kells Art Collection (Espanha)
Coleção Regina Pinho (Brasil)

## Feiras de Arte
(2024). Feria ARCO, Salgadeiras Arte Contemporânea, Lisboa.
2023. "SOL". Galeria das Salgadeiras. Arte Santander. Santander.
2021. "Beyond the shadow”. Galeria das Salgadeiras, Drawing Room Lisboa. Lisboa. 
2021. “Repouso e movimento. Invenção”. Galeria das Salgadeiras, Just MAD Contemporary Art Fair. Madrid. Espanha. 
2020. “Tempo como assunto e matéria”. Galeria das Salgadeiras, Drawing Room Lisboa. Lisboa. 
2020. “ATER”, Galeria das Salgadeiras, Just MAD Contemporary Art Fair. Madrid. Espanha. 
2019. “The game of logic”, Galeria das Salgadeiras, Just MAD Contemporary Art Fair. Madrid. Espanha. 
2014. Galeria 3+1. Pinta London. Londres. Reino Unido. 
2012. Galeria 3+1. Just MAD Contemporary Art Fair. Madrid. Espanha. 
2011. Galeria Graça Brandão. Arte Lisboa. Lisboa. 

## Outros projetos
2023. Residência Celeiro Air. Setúbal. Apresentação do projeto desenvolvido na Residência Celeiro Air, Universidade Nova - Seminário com os doutorandos de Estudos Artísticos, com Margarida Brito Alves.
2022. "Riscar a cidade, Caderno na Rua”. Museu de Lisboa.   
2022. Projecto 2litho. Centro Magallanes_ICC para o Empreendimento de Indústrias Culturais e Criativas do Colégio dos Leões. Universidade de Évora.   
2022. Projecto “LABEUR”. Laboratório Espacial Urbano.   
2022. Projecto “Saco de Pedras”. Oficina portátil. Oficinas do Possível. Associação Pó de vir a ser. Évora.   
2021. Apresentação “Corda Bamba”, Curso de Artes Plásticas, disciplina de desenho. ESAD Caldas da Rainha.   
2020. Criação de serigrafias. Centro Português de Serigrafia. Lisboa.  
2020. Projeto de criação e produção de pratos cerâmicos originai. Cooperativa Árvore. Porto. 
2019. Residência Morgado do Quintão e criação de Rótulo. Lagoa. 
2018. Espaço Editorial, organização Maria do Mar Fazenda e  Filipa Valadares. Drawing Room Lisboa. 

## Livros coletivos
2022. “Untitled”. Galeria das Salgadeiras. 